# سیچی تاکامورا
سیچی تاکامورا (انگلیسی: Seiichi Takamura؛ زادهٔ ۱۱ دسامبر ۱۹۶۰) بازیکن هندبال اهل ژاپن بود.